# Аяцудзи, Юкито
Юкито Аяцудзи (яп. 綾辻 行人, Аяцудзи Юкито, род. 23 декабря 1960 г., Киото), настоящее имя Наоюки Утида (яп. 内田 直行, Утида Наоюки) — японский писатель в жанре детектива и ужасов, известный своими романами «Убийства в десятиугольном доме» (яп. 十角館の殺人, Дзюккакукан но сацудзин), который был переведён и издан на русском языке в 2020 г., и «Иная», по которому в 2012 году было снято одноимённое аниме Another и фильм режиссёра Такэси Фурусавы Another (яп.アナザー, Анадза:), а также «Иная: Эпизод S» (яп.アナザーエピソードS, Анадза: Эписо: до S).
Ученик классика японского детектива, «Крестного отца син-хонкаку» и «Бога загадки» Содзи Симады, один из основателей Японского клуба авторов хонкаку — The Honkaku Mystery Writers Club of Japan (яп.本格ミステリ作家クラブ, Хонкаку Мисутэри Сакка Курабу) и представитель школы нового хонкаку-детектива (яп.新本格, син-хонкаку) в японской литературе.
Состоит в Японской ассоциации авторов детективов (яп.日本推理作家協会, Нихон суйри сакка кё: кай, Mystery Writers of Japan).
Женат на писательнице Фуюми Оно (яп. 小野 不由美), известной своей серией фэнтези-новелл «Двенадцать королевств».
Его дебютный роман «Убийства в десятиугольном доме» находится на 8 месте в «Топе 100 японских детективных романов всех времен». К настоящему времени Юкито Аяцудзи написал более 30 романов, принадлежащих к различным сериям, а также большое количество повестей, рассказов и эссе.
Изображён в виде главного героя в манге и ранобэ Асагири Кафки «Проза бродячих псов: другая история» (яп. 文豪ストレイドッグス外伝綾辻行人VS. 京極夏彦, Бунго: Суторэй Доггусу гайдэн: Аяцудзи Юкито против Кёгоку Нацухико, спин-офф манги «Проза бродячих псов», яп.文豪ストレイドッグス, букв. «Бродячие псы литературы»), по которым снято одноимённое аниме.
В 2018 году малая планета 2001 RG46 была названа в честь Юкито Аяцудзи.

## Биография
Наоюки Утида начал сочинять детективные истории ещё в младшей школе: в шестом классе во время летних каникул под впечатлением от книги Эдогавы Рампо «Клуб мальчиков-детективов» (яп.少年探偵団, Сё: нэн тантэйдан) он написал сборник из десяти детективных рассказов.
Окончив школу в 1979 году, будущий писатель поступил на педагогический факультет Киотского университета, где вступил в «Общество исследователей детектива» (яп. 京大推理小説研究会, Кё: дай суйри сё: сэцу кэнкю: кай), к которому также принадлежали его будущая супруга Фуюми Оно, писатели Такэмару Абико (яп. 我孫子 武丸) и Ринтаро Норидзуки (яп. 法月 綸太郎). Незадолго до окончания четвёртого курса университета Юкито Аяцудзи подал рукопись своего будущего романа «Убийства в десятиугольном доме» на соискание престижной премии Эдогавы Рампо (яп. 江戸川乱歩賞, Эдогава Рампо сё:), текст прошел отбор жюри и был включен в лонг-лист.
В 1982 году, окончив учёбу, писатель продолжает работу в Киотском университете и пишет диссертацию, посвященную исследованиям девиантного поведения.
В 1986 году Юкито Аяцудзи женится на Фуюми Оно и завершает работу над окончательным вариантом романа «Убийства в десятиугольном доме». Книга была опубликована в крупнейшем японском издательстве «Коданся» (яп. 講談社) в 1987 году. Редакторы издательства назвали творчество Аяцудзи «Новым хонкаку-детективом» (яп. 新本格ミステリー, син хонкаку мисутэри:), под этим названием оно впоследствии и вошло в историю японской литературы.
Окончив в 1989 году докторантуру Киотского университета, в марте 1992 г. Юкито Аяцудзи решает стать профессиональным писателем. В том же году за свой роман «Убийства в доме с часами» (яп. 時計館の殺人, Токэйкан но сацудзин) он был удостоен премии Японской ассоциации авторов детективов (яп. 日本推理作家協会賞, Нихон суйри сакка кё: кай сё:).
К февралю 2012 года общий тираж книг серии «Убийства в странных домах» (яп. 館シリーズ, Яката сири: дзу) превысил 4 млн экземпляров.

## Особенности литературного стиля
В большинстве романов Юкито Аяцудзи присутствует поворотный момент или «момент смены декораций» (так называемый донтэн-гаэси, яп. どんでん返し), в результате которого логическое повествование «переворачивается с ног на голову», и вся история предстает в совершенно ином свете.
Находясь под влиянием хоррор-и фэнтези-литературы, Юкито Аяцудзи часто использует характерные для этих жанров приемы в своих детективных романах, и помимо этого написал ряд работ, относящихся к жанрам ужасов и триллера.

## Интересные факты
Псевдоним «Юкито Аяцудзи» придумал для молодого писателя его учитель, Содзи Симада. Имя детектива в серии «Убийства в странных домах» (яп. 館シリ ーズ, Яката сири: дзу), Киёси Симада (яп. 島田 潔, Симада Киёси) — комбинация имён Содзи Симады и Киёси Митараи (яп. 御手 洗潔, Митараи Киёси) — центрального персонажа произведений Содзи Симады. По поводу этого в одном из своих интервью Юкито Аяцудзи заметил: «Если бы я знал, что эта серия романов получится такой длинной, я бы продумал имя главного героя более тщательно».
Юкито Аяцудзи утверждает, что на него во многом повлияло творчество знаменитого хоррор-мангаки Кадзуо Умэдзу (яп. 楳図 かずお, Умэзу Кадзуо).
Музыка к анимэ «Иная» была написана японской дарквейв-группой Ali Project.
На основе произведений Юкито Аяцудзи были созданы видео-игры для PlayStation: Чёртова дюжина (Куро но Дзю: сан, 1996), «Проект кошмаров YAKATA» (яп. ナイトメア・プロジェクト, YAKATA, Найтомэа Пуродзэкуто Яката, 1998) и «TRICK×LOGIC» (яп. トリックロジック, торикку родзикку, 2010).
Юкито Аяцудзи является мастером игры в маджонг.
Писатель — фанат японской поп-группы Keyakizaka46 (яп. 欅坂46) и с детства любит бейсбольную команду Hiroshima Toyo Carp (яп. 広島カープ, Хиросима ка: пу).[значимость факта?]

## Отзывы
…И вот в 1987 году писатель-детективщик, которого я так ждал, явился. Это был Юкито Аяцудзи со своими «Убийствами в Десятиугольном доме». Я сразу почувствовал важность творчества Аяцудзи, поэтому всеми силами поддержал его дебют и написал к нему предисловие. <…> Сегодня многие японцы помнят первый роман Аяцудзи как эпохальное событие, изменившее нашу детективную литературу своими новаторскими идеями. Чтобы оценить важность этой работы, нужно коснуться и истории западного детектива. Новая литературная форма, которую мы знаем под этим именем,- детище научно-технической революции, полностью изменившей общество Запада. Эдгар Аллан По был тем, кто впервые изобразил запутанный случай, где зловещее существо ужасающей силы, проникнув в запертую комнату, убило молодую женщину, — а также описал, как трезвый научный рассудок, решая дело, открывает совершенно невероятную истину. За По последовал Конан Дойл, давший миру истории о Шерлоке Холмсе, молодом исследователе, открывшем целую новую область — искусство дедукции, пленившее читателей по всему миру и утвердившее детектив как жанр. Спустя более восьмидесяти лет после По, в 1928 году, Ван Дайн вдохнул в него вторую жизнь. Это ему в голову пришла идея поместить и убийство, и расследование, и все остальное от начала до конца внутрь дома или другого ограниченного пространства, создав подобие спортивного развлечения,- как это сделано и в «Убийствах в Десятиугольном доме». — Симада, Содзи, из предисловия к книге Юкито Аяцудзи «Убийства в десятиугольном доме» (М.:«Эксмо», 2020)

## Литературные премии и номинации
Прим.: номера (12-я премия, 45-я премия и т. д.) японских литературных премий соответствуют номеру (году) премиального сезона.
- 1990 г. — шорт-лист 12-й премии им. Эйдзи Ёсикавы за лучший дебют (яп. 吉川英治文学新人賞, Ёсикава Эйдзибунгакусиндзин сё) за роман «Убийство в усадьбе на туманном перевале» (霧越邸殺人事件).
- 1991 г. — шорт-лист 13-й премии им. Эйдзи Ёсикавы за лучший дебют за роман «Убийства в доме с часами» (時計館の殺人); шорт-лист 44-й премии Mystery Writers of Japan Award (日本推理作家協会賞, Нихон суйри сакка кё: кай сё:) за роман «Убийство в усадьбе на туманном перевале» (霧越邸殺人事件).
- 1992 г. — 45-я премия Mystery Writers of Japan Award за роман «Убийства в доме с часами» (時計館の殺人).
- 2005 г. — шорт-лист 5-й премии Honkaku Mystery Award (本格ミステリ大賞, Хонкаку мисутэри тайсё:) за роман «Убийства в сумрачном доме» (暗黒館の殺人).
- 2008 г. — шорт-лист 25-й премии им. Оды Сокуноскэ (яп. 織田作之助, Ода Сакуноскэ сё:) за роман «Удивительная история, произошедшая в Мидорогаока» (深泥丘奇談).
- 2010 г. — шорт-лист 10-й премии Honkaku Mystery Award за роман «Иная» (Another); шорт-лист 1-й премии Yamada Futaro Award (яп. 山田風太郎賞, Ямада Фу: таро: сё:, Премия им. Ямады Футаро), учрежденной издательством Kadokawa Shoten, за роман «Иная» (Another).

## Избранная библиография
Прим.: За исключением уже переведённых на русский язык, названия прочих произведений указаны в дословном переводе.
- Переводы на русский язык
  - Убийства в десятиугольном доме, М.:"Эксмо", 2020 (яп. 十角館の殺人, Дзюккакукан но сацудзин) — 320 c. [пер. с яп. С. И. Логачева]
- Серия «Убийства в странных домах» (館シリーズ, Яката сири: дзу)
  - Дзюккакукан но сацудзин (Убийства в десятиугольном доме), 1987 (十角館の殺人)
  - Суйсякан но сацудзин (Убийства в доме с водяной мельницей), 1988 (水車館の殺人)
  - Мэйрокан но сацудзин (Убийства в доме-лабиринте), 1988 (迷路館の殺人)
  - Нингё: кан но сацудзин (Убийства в доме кукол), 1989 (人形館の殺人)
  - Токэйкан но сацудзин (Убийства в доме с часами), 1991 (時計館の殺人)
  - Куронэкокан но сацудзин (Убийства в доме с чёрной кошкой), 1992 (黒猫館の殺人)
  - Анкокукан но сацудзин (Убийства в сумрачном доме), 2004 (暗黒館の殺人)
  - Биккурикан но сацудзин (Убийства в доме с сюрпризом), 2006 (びっくり館の殺人)
  - Кимэнкан но сацудзин (Убийства в доме странных масок), 2012 (奇面館の殺人)
- Серия «Шёпоты» (囁きシリーズ, Сасаяки сири: дзу)
  - Хииро но сасаяки (Багровый шёпот), 1988 (緋色の囁き)
  - Кураями но сасаяки (Шёпот тьмы), 1989 (暗闇の囁き)
  - Тасогарэ но сасаяки (Полночный шёпот), 1993 (黄昏の囁き)
- Серия «Уравнение убийства» (殺人方程式シリーズ, Сацудзин хо: тэйсики сири: дзу)
  - Сацудзин хо: тэйсики: Сэцудансарэта ситай но мондай (Уравнение убийства: дело о расчлененных трупах), 1989 (殺人方程式切断された死体の問題)
  - Сацудзин хо: тэйсики 2: Мэйфу: со: дзикэн (Уравнение убийства 2: инцидент в Наруфусо), 1995 (殺人方程式II鳴風荘事件)
- Серия «Кровожадные убийцы» (殺人鬼シリーズ, Сацудзинки сири: дзу)
  - Сацудзинки: какусэйхэн (Пробуждение убийцы), 1990 (殺人鬼覚醒篇)
  - Сацудзинки: гякусю: хэн (Месть убийцы), 1993 (殺人鬼逆襲篇)
- Серия «Истории ужасов Болотного холма» («Истории ужасов в Мидорогаока») (深泥丘シリーズ, Мидорогаока сири: дзу)
  - Мидорогаока кидан (Удивительная история, произошедшая в Мидорогаока), 2008 (深泥丘奇談)
  - Мидорогаока кидан дзоку (Удивительная история, произошедшая в Мидорогаока: продолжение), 2011 (深泥丘奇談・続)
  - Мидорогаока кидан дзоку-дзоку (Удивительная история, произошедшая в Мидорогаока: дальнейшее продолжение), 2016 (深泥丘奇談・続々)
- Серия «Иная» (Another シリーズ)
  - Анадза: (Иная), 2009 (アナザー)
  - Анадза: Эписо: до S (Иная: Эпизод S), 2013 (アナザーエピソードS)
  - Анадза: 2001 (Иная: 2001), 2020 (Another 2001)
- Отдельные романы и сборники рассказов
  - Киригоэ тэй сацудзин дзикэн (Убийство в усадьбе на туманном перевале), 1990 (霧越邸殺人事件)
  - Ганкю: китан (Рассказ очевидца), 1995 (眼球綺譚)
  - Freaks / Уродцы, 1996 (フリークス)
  - Дон-донбаси, отита (Дон-дон мост упал), 1999 (どんどん橋、落ちた)
  - Сайго но киоку (Последнее воспоминание), 2002 (最後の記憶)
  - Нингэн дзянай (Не человек), 2017 (人間じゃない)